# Chanes (povo maia)
Chanes foi um povo maia originário da península de Iucatã, descendente dos Putunes ou Maias chontales e antecedente dos Itzaes. Pensa-se que ao redor do ano 320 um grupo de putunes da região Chontal de Tabasco emigrou para a região do Petén em Guatemala.  Posteriormente, comandados por seu líder Holón Chan emigraram para o norte, adoptando o nome de chanes, estabelecendo-se ao oriente da península de Iucatã, onde fundaram a cidade de Sian Ka'an Bakhalal ao redor do ano 435. 
Após permanecerem alí pouco mais de 60 anos, decidiram continuar sua migração para o norte da península, onde fundaram no ano 555 Chichen Itzá, e passaram a se denominar Itzaes. Posteriormente, por pressões políticas e económicas, abandonaram a cidade de Chichen Itzá, deslocando-se para o oriente, onde fundaram cidades importantes como: Izamal, T'Hó (atualmente Mérida), e Chakán Putum nas que permaneceram até o ano 928.